# Luzula ignivoma
Luzula ignivoma là một loài thực vật có hoa trong họ Juncaceae. Loài này được Kirschner mô tả khoa học đầu tiên năm 2007.